# Livineu
Livineu (en llatí Livineius) era un nomen romà que sembla que pertanyia i utilitzava la família dels Reguli (Règul), una família que formava part de la gens Atília, per donar nom als seus lliberts.
Només es coneixen dos personatges amb aquest cognom, tots dos lliberts de Marc i Luci Règul. Un d'ells, Luci Livineu Trifó, va ser recomanat per Ciceró a Gai Munaci, al que li va dir que havia estat un lleial i bon amic en moments en què molts altres suposats amics l'havien abandonat. L'altre és Marc Livineu Règul, que va provar de defensar Ciceró quan aquest va ser desterrat.